# Этельред II Неразумный
Этельре́д II Неразу́мный, или Нерешительный (англ. Ethelred II, Ethelred the Unready, др.-англ. Æðelræd Unræd; 968(?)—23 апреля 1016) — король Англии (978—1013 и 1014—1016) из Уэссекской династии.
Сын Эдгара и Эльфтриты был провозглашён королём после гибели своего единокровного старшего брата Эдуарда Мученика. Слабый правитель, при котором викинги захватили значительную часть Англии, и Этельред в 1013 году был вынужден бежать. После смерти Свена Вилобородого он вернулся в страну и правил до своей смерти ещё два года. Был свергнут сыном Свена Вилобородого Кнудом Великим.

## Биография

### Правление
Этельред унаследовал английский трон после смерти отца, короля Эдгара, и убийства единокровного брата короля Эдуарда Мученика. Первые годы за него фактически правила его мать, королева Эльфтрита.

#### Вторжение викингов
В годы правления Этельреда II датчане всё чаще нападали на Англию. Король по совету придворных предложил датчанам деньги, которые ранее королевство тратило на охрану побережий. Предполагалось, что взамен датчане не станут грабить английские земли. Этельред II активно собирал датские деньги (данегельд) и платил их викингам. Однако выплата выкупа не спасала страну от постоянных столкновений с ними, как в виде небольших набегов отдельных отрядов, так и больших войн. Например, в 994 году датский король Свен Вилобородый вместе с норвежским королем Олафом Трюгвассоном ввёл свой флот в устье Темзы и осадил Лондон. Чтобы откупиться от них, Этельред был вынужден потратить 16 000 фунтов серебра, а также предоставить датчанам право жить и торговать в английских городах.
В день святого Брайса, 13 ноября 1002 года, Этельред устроил резню датчан, живущих в Англии. Это спровоцировало нападение Свена I Вилобородого, который с 1003 по 1007 год совершил несколько набегов. В 1007 году Свен получил отступные, и набеги прекратились до 1013 года, когда датский конунг завоевал английский трон. Этельред бежал в Нормандию.

#### Второе правление
В 1014 году Свен скоропостижно скончался, и витенагемот вновь избрал Этельреда на трон. Он был избран вопреки тому, что датский флот провозгласил королём Кнуда, сына Свена. Во время последовавшей за этим войны Этельред умер.

#### Семья
У Этельреда было множество детей от двух браков.
Первая жена — Эльфгифу Йоркская (умерла в 1002 году), дочь Тореда, эрла Нортумбрии. Её детьми были:
- Этельстан (ранее 993—1014)
- Эгберт (ранее 993—1005)
- Эдмунд Железнобокий (ранее 993—1016)
- Эдред (умер в 1012/1015)
- Эдвиг (ранее 997—1017)
- Эдгар (ранее 1001—1012/1015)
- Эдита (родилась ранее 993 года), вышла замуж за Эдрика Стреона, элдормена Мерсии[3].
- Эльфгифу, вышла замуж за Ухтреда, элдормена Нортумбрии[4].
- (возможно) Вульфхильда, которая вышла замуж за Ульвкетиля Сниллингра (умер в 1016 году), вероятно элдормена Восточной Англии[5].
- (возможно) неизвестная по имени дочь, которая вышла замуж за Этельстана, который был убит в битве при Рингмере с датчанами в 1010 году[5][6].
- (возможно) неизвестная по имени дочь, которая стала аббатисой Уэрвелла[7].

Вторая жена (с 1002 года) — Эмма Нормандская. В этом браке родились трое детей:
- Эдуард Исповедник (умер в 1066 году)
- Альфред Этелинг (умер в 1036/1037 году)
- Годгифу, жена Дрого Мантского и Евстахия II Булонского

В 1042 году сын Эммы Эдуард Исповедник также стал английским королём. Вильгельм I Завоеватель, внучатый племянник Эммы и двоюродный племянник Эдуарда Исповедника, использовал это родство как предлог для захвата английского трона.

### Прозвище
В современном английском языке Unready означает «неготовый». Однако само английское прозвище впервые было зафиксированно в 1180-х в форме Unræd, что по-древнеанглийски означает «не получивший совета». Учитывая, что имя Æþelræd означает «добрый совет», «благородный совет», «хороший совет» (др.-англ. æðel, ср. нем. Adel — благородный, др.-англ. ræda, ср. нем. Rat — совет), такое прозвище стало игрой слов, намекающей на его опрометчивые решения с плачевными для государства последствиями, которые король принял, не получив помощи от своих советников, либо проигнорировав их.